# Julienne Zanga
Julienne Zanga, née le 27 octobre 1973 à Yaoundé est une écrivaine camerounaise spécialisée dans la littérature de jeunesse.

## Biographie

### Enfance et études
Julienne Zanga naît le 27 octobre 1973 à Yaoundé, au Cameroun. Elle est la quatrième d'une fratrie de sept enfants.
En 1992, Julienne Zanga poursuit ses études supérieures à l’université catholique d’Afrique centrale/Institut catholique de Yaoundé. Elle y obtient un DEUG en sciences sociales et gestion, une licence et une maîtrise en sciences sociales en 1996. Elle quitte ensuite le Cameroun pour la France,,.
En 2006, à côté de son emploi dans la fonction publique, elle lance le webzine Culturefemme, destiné aux femmes afro descendantes.

## Publications
- Julienne Zanga, Alima et le prince de l'océan, Paris, Dapper, brochée, dos carré collé, 2001, 96 p. (ISBN 978-2-906067-75-2, lire en ligne)
- Julienne Zanga, Eboni, celui qui courait après un corps, Paris, Trial Edition, 2003, 144 p. (ISBN 978-2-9519544-0-3, lire en ligne)

## Distinctions
- 2002 : Prix du roman Jeunesse Maurice[8].